# 中钢国际广场
中钢国际广场，是中钢国际集团控股有限公司子公司中钢国际置业有限公司（原先與中国外交部钓鱼台国宾馆及美国米高梅合作，但因項目爛尾而先後退出）在天津滨海新区响螺湾商务区發展的358米高的摩天大楼。项目由中国著名建筑设计师马岩松和MAD建筑事务所设计。

## 历史
2009年，由于中国中钢集团亏损，后续建设资金不足，致其主导的响螺湾规划第二高度的中钢国际广场，在斥资2亿元完成基坑工程后被迫停工。中国中钢集团拟回填基坑遭到拒绝。
2017年初，此項目開始復工，並開始焊接尚餘的地下室鋼結構。
2017年5月尾，此項目地下室封頂，發展商開始準備為上蓋建築工程進行招標。